# Scaphopetalum riparium
Scaphopetalum riparium är en malvaväxtart som beskrevs av Adolf Engler och K. Krause. Scaphopetalum riparium ingår i släktet Scaphopetalum och familjen malvaväxter. Inga underarter finns listade i Catalogue of Life.